# Saison 2 de NCIS : Los Angeles
Chronologie
Saison 1 Saison 3
Cet article présente le guide des épisodes de la deuxième saison de la série télévisée NCIS : Los Angeles.

## Distribution

### Acteurs principaux
- Chris O'Donnell : Agent Spécial G. Callen
- LL Cool J : Agent Spécial Sam Hanna
- Daniela Ruah : Agent Spécial Kensi Blye
- Eric Christian Olsen : Lieutenant Marty Deeks[1]
- Barrett Foa : Eric Beale
- Linda Hunt : Henrietta « Hetty » Lange
- Renée Felice Smith : Penelope « Nell » Jones (à partir de l'épisode 4)

### Acteurs récurrents et invités
- Peter Cambor : Nate Getz[2] (épisodes 1, 3, 14 et 18)
- Alicia Coppola : Lisa Rand, agent spécial du FBI (épisode 5)
- Jürgen Prochnow : Mattias (épisodes 9 et 10)
- Kathleen Rose Perkins : Rose Schwartz, médecin légiste (épisode 12)
- Ronald Auguste : Mowahd "Moe" Dusa (épisode 14)
- Vyto Ruginis : Arkady Kolcheck (épisode 15)
- Jeronimo Spinx : Thompson, agent du NCIS (épisode 16)
- Claire Forlani : Lauren Hunter[3] (épisodes 23 et 24)
- Rocky Carroll : Directeur Leon Vance (épisode 24)

## Épisodes

### Épisode 1:Avis de recherche
- États-Unis /  Canada : 21 septembre 2010 sur CBS[4] / Global
- France : 15 janvier 2011 sur M6
- Québec : 17 novembre 2011 sur V
- Belgique : 18 janvier 2012 sur RTL-TVI
- Suisse : sur TSR1

- États-Unis : 15,76 millions de téléspectateurs[5]
- Canada : 1,708 million de téléspectateurs[6]
- France : 2,6 millions de téléspectateurs
- Belgique : 533 300 téléspectateurs (27,5 %)

- Peter Cambor (Nate Getz)
- Michael Harney (Frank Scarli, détective du LAPD)
- Jon Sklaroff (Radovan Lazik)
- Meta Golding (Jess Traynor, détective du LAPD)
- Moe Irvin (Tommy Bishop)
- Sonny Surowiec (Garde du corps)

### Épisode 2:Le Syndrome de Cendrillon
- États-Unis /  Canada : 21 septembre 2010 sur CBS / Global
- France : 22 janvier 2011 sur M6
- Québec : 24 novembre 2011 sur V
- Belgique : 18 janvier 2012 sur RTL-TVI

- États-Unis : 13,6 millions de téléspectateurs[5]
- Canada : 1,373 million de téléspectateurs[6]
- France : 2,7 millions de téléspectateurs
- Belgique : 495 500 téléspectateurs (29,7 %)

- Liane Balaban (Emma Mastin)
- Steven Brand (Jon Craig / Le tueur)
- Waleed F. Zuaiter (Thierry / Le sheik)
- Daniel Hugh Kelly (L'homme)
- Hrach Titizian (Chauffeur de taxi / Agent de la circulation)
- Andrea Carina Pearson (La dragueuse / L'employée)
- Allan Louis (Dan Williams)
- Amy Wieczorek (La serveuse / Directrice de magasin)
- Kristofer McNeeley (Le sportif / Le revendeur)
- JJ Snyder (La sportive)
- Gary Weeks (Clay Mastin)
- Austin Chase (Joshua Mastin)

### Épisode 3:Un mal nécessaire
- États-Unis /  Canada : 28 septembre 2010 sur CBS / Global
- France : 29 janvier 2011 sur M6
- Québec : 1er décembre 2011 sur V
- Belgique : sur RTL-TVI

- États-Unis : 16,51 millions de téléspectateurs[7]
- Canada : 1,941 million de téléspectateurs[8]
- France : 2,75 millions de téléspectateurs

- Peter Cambor (Nate Getz, psychologue opérationnel)
- Alan Ruck (Donald Wexling)
- Billy Magnussen (Allen Reed, caporal des marines)
- Vincent Laresca (Guillermo "Memo" Torres)
- Graham Shiels (Quinn)
- Bruno Gioiello (Orley, major des marines)
- Walter Fauntleroy (Edward Mintoya, caporal des marines)
- Zachary Stockdale (Liam Walker, première classe des marines)
- Ashanti Brown (Shelly Hastings, caporal des marines)
- Dusty Sorg (Jerry J)

- Pendant la recherche des assaillants dans le désert, on en apprend un peu plus sur la vie de Kensi. L'agent Deeks, quant à lui, éprouve des difficultés à s'adapter loin de Los Angeles.
- Le directeur du NCIS, Leon Vance est mentionnée par Hetty dans cet épisode.

### Épisode 4:Tu ne voleras point
- États-Unis /  Canada : 5 octobre 2010 sur CBS / Global
- France : 5 février 2011 sur M6
- Québec : 8 décembre 2011 sur V[9]

- États-Unis : 16,15 millions de téléspectateurs[10]
- Canada : 1,867 million de téléspectateurs[11]
- France : 2,74 millions de téléspectateurs

- Renée Felice Smith (Nell Jones, analyste du NCIS)
- Navid Negahban (Aziz Anshiri)
- Matt Cohen (James Winston, première classe marine)
- Austin Stowell (Andrew Peterson, caporal des marines)
- Camryn Grimes (Diane Farley)
- Naz Deravian (Madame Anshiri)
- Aalok Mehta (Propriétaire)
- Jarrod Crawford (Marvin)
- Kinsey McLean (Première classe marine)
- Kevin Peake (Paul)
- Mellany Gandara (Christie)
- Xaypani Baccam (Frank)
- David Arrigotti (Durell)

- Premier épisode de Renée Felice Smith (Nell Jones).
- Le directeur du NCIS, Leon Vance est mentionné dans cet épisode.

### Épisode 5:Deux Frères
- États-Unis /  Canada : 12 octobre 2010 sur CBS / Global
- France : 12 février 2011 sur M6
- Québec : 29 janvier 2012 sur V[12]

- États-Unis : 16,05 millions de téléspectateurs[13]
- Canada : 1,925 million de téléspectateurs[14]
- France : 2,62 millions de téléspectateurs

- Alicia Coppola (Lisa Rand, agent spécial du FBI)
- Vincent Irizarry (Andre Maragos)
- Louis Mandylor (Lucas Maragos)
- Elaine Hendrix (Vanessa Maragos)
- Brian McNamara (Jason Rehme, commandant de la Navy)
- Haley Ramm (Amanda Rehme)
- Michael Holden (Avocat)
- Tyler Neitzel (Daniel Proeffer)
- Lorenzo James Henry (Evan Maragos)
- Jake Borelli (Stefan Maragos)
- Erik Fellows (Bryan Dickerson, Navy SEAL)
- Michael Cannon (Majordome)
- Obren Milanovic (Paramilitaire serbe)
- Suzanne Quast (Rebecca Turman)
- Mariah Wilson (Jeune fille)

### Épisode 6:Une épouse trop parfaite
- États-Unis /  Canada : 19 octobre 2010 sur CBS / Global
- France : 19 février 2011 sur M6
- Québec : 5 février 2012 sur V

- États-Unis : 16 millions de téléspectateurs[15]
- Canada : 1,931 million de téléspectateurs[16]
- France : 3,54 millions de téléspectateurs

- Marisol Nichols (Tracy Keller Rosetti)
- Stephen Snedden (John White, agent spécial du FBI)
- Andrew Ableson (James Thomas Mason)
- Parry Shen (Ty)
- Matthew Grant Godbey (Dan Evans, agent de coordination du LAPD)
- Leyna Nguyen (Reporter ZNN)

### Épisode 7:L'Ennemi sans visage
- États-Unis /  Canada : 26 octobre 2010 sur CBS / Global
- France : 26 février 2011 sur M6
- Québec : 12 février 2012 sur V

- États-Unis : 15,99 millions de téléspectateurs[17]
- Canada : 1,892 million de téléspectateurs[18]
- France : 3,1 millions de téléspectateurs

- Kate Levering (Jillian Leigh)
- Christopher Judge (Assan Rafiq)
- Carlos LaCamara (David Fernandez)
- Greg Collins (Michael Barnes)
- Lynn Chen (Lisa l'infirmière)
- Cassandra Jean (Réceptionniste)
- Heather Prete (La femme à demi nue)

### Épisode 8:Chasseur de primes
- États-Unis /  Canada : 9 novembre 2010 sur CBS / Global
- France : 5 mars 2011 sur M6
- Québec : 19 février 2012 sur V

- États-Unis : 15,62 millions de téléspectateurs[19]
- Canada : 1,825 million de téléspectateurs[20]
- France : 3,08 millions de téléspectateurs

- Dariush Kashani (Jafar Khan)
- Wolf Amer (Thug afghan)
- Omar Leyva (Caissier)
- Pablo Espinosa (Officier du LAPD)
- Stephen Amell (Andrew Weaver, sergent d'artillerie des marines)
- William May (L'adolescent)
- Brett DelBuono (Brandon Booth)
- Mary Pat Gleason (La propriétaire)
- Anthony Michael Jones (Thomas Booth)

### Épisode 9:L'Espion qui m'aimait(1/2)
- États-Unis /  Canada : 16 novembre 2010 sur CBS / Global
- France : 12 mars 2011 sur M6
- Québec : 26 février 2012 sur V

- États-Unis : 15,81 millions de téléspectateurs[21]
- Canada : 1,87 million de téléspectateurs[22]
- France : 3,3 millions de téléspectateurs

- Jürgen Prochnow (Matthias)
- Raymond J. Barry (Branston Cole)
- Mark Pinter (Sebastian Renner)
- Scott Connors (Agent de la NSA)
- Theo Breaux (Boyle)
- Dario Deak (Frederick Harbin)
- Candace Edwards (infirmière)

### Épisode 10:L'Espion qui m'aimait(2/2)
- États-Unis /  Canada : 23 novembre 2010 sur CBS / Global
- France : 19 mars 2011 sur M6
- Québec : 4 mars 2012 sur V

- États-Unis : 14,96 millions de téléspectateurs[23]
- Canada : 1,906 million de téléspectateurs[24]
- France : 2,86 millions de téléspectateurs
- Québec : 161 000 téléspectateurs[25]

- Samantha Quan (Diane Vincent)
- Chris L. McKenna (Agent de la CIA)
- Jürgen Prochnow (Mattias)
- Raymond J. Barry (Branston Cole)
- Matthew Jones (Policier)
- Nico Evers-Swindell (Blond russe #1)
- Candace Edwards (Infirmière)

### Épisode 11:Le Saut de l'ange / Zones d'ombre
- États-Unis /  Canada : 14 décembre 2010 sur CBS / Global
- France : 26 mars 2011 sur M6
- Québec : 11 mars 2012 sur V

- États-Unis : 16,82 millions de téléspectateurs[26]
- Canada : 1,728 million de téléspectateurs[27]
- France : 3,6 millions de téléspectateurs

- David Hoflin (Lance Talbot, Lieutenant formateur et agent spécial du NCIS)
- Jonathan Frakes (Docteur Stanfill, commandant de la Navy)
- Azita Ghanizada (Rochelle Stanton / Madame Covesia)
- Thomas Hobson (Chanteur)
- Beth Behrs (Chanteuse)
- Charles Carpenter (Détective du LAPD)
- Earnestine Phillips (femme)
- Armen Torosyan (Tagvor Covesian)
- Hal Devi (Invité énervé)
- Julie Carrillo (Chanteur #1)
- Jennifer DeMinco (Chanteur #2)
- Geoffrey Erwin (Chanteur #3)
- Abdiel Gonzalez (Chanteur #4)
- Booter Griffin (Chanteur #5)
- Anne Mannal (Chanteur #6)

### Épisode 12:Overwatch / Big Brother
- États-Unis /  Canada : 11 janvier 2011 sur CBS / Global
- France : 2 avril 2011 sur M6
- Québec : 18 mars 2012 sur V

- États-Unis : 18,13 millions de téléspectateurs[28]
- Canada : 1,929 million de téléspectateurs[29]
- France : 3,403 millions de téléspectateurs

- Kathleen Rose Perkins (Rose Schwartz, médecin légiste)
- Aaron Abrams (Hector Lee)
- Ned Vaughn (Rearden, commandant de la Navy)
- Lois Atkins (Larissa Bay)
- Izzy Diaz (Edgar)
- Meena Serendib (Shari)
- Peter Cambor (Nate Getz, psychologue opérationnel)

### Épisode 13:Au champ d'honneur / Archange
- États-Unis /  Canada : 18 janvier 2011 sur CBS / Global
- France : 9 avril 2011 sur M6
- Québec : 25 mars 2012 sur V

- États-Unis : 17,29 millions de téléspectateurs[30]
- Canada : 1,989 million de téléspectateurs[31]
- France : 3,1 millions de téléspectateurs

- Erik Jensen (Landon Frisbee, agent du FBI)
- Anna Campbell (Jenny Waincroft)
- Cliff Marc Simon (Jans Christian Kemp)
- Drew Rausch (Matt Driscoll, officier premier maître)
- Bre Blair (Carla Mitzer, agent du FBI)
- Leslie Odom, Jr. (Duane Lausten, agent du FBI)
- Falk Hentschel (Bradford Harris Elgin)

### Épisode 14:Derrière les barreaux
- États-Unis /  Canada : 1er février 2011 sur CBS / Global
- France : 16 avril 2011 sur M6
- Québec : 1er avril 2012 sur V

- États-Unis : 17,7 millions de téléspectateurs[32]
- Canada : 1,817 million de téléspectateurs[33]
- France : 3,24 millions de téléspectateurs

- Peter Cambor (Nate Getz, psychologue opérationnel)
- Jaye Razor (Syed Husain)
- Ronald Auguste (Mowadh "Moe" Dusa)
- Mieko Hillman (Olivia)
- Hakeem Kae-Kazim (Abdul Habaza)
- Garret T. Sato (Infirmier)
- Jason Matthew Smith (David Jacobs)
- Eric Thomas Wilson (Garde #2)
- Rick Ravanello (Garde #1)
- Dean Chekvala (Ethan Harper)

### Épisode 15:Soldats de Plomb / Double arnaque
- États-Unis /  Canada : 8 février 2011 sur CBS / Global
- France : 5 novembre 2011 sur M6[34]
- Québec : 8 avril 2012 sur V

- États-Unis : 17,16 millions de téléspectateurs[35]
- Canada : 1,9 million de téléspectateurs[36]
- France : 3,23 millions de téléspectateurs

- Vyto Ruginis (Arkady Kolcheck)
- Marcus W. Harris (Little Keen)
- Pej Vahdat (Rameesh Nayam-Singh)
- Nickolai Stoilov (Niko)
- Finley O'Donnell (Callen à 5 ans)

### Épisode 16:Protéger, servir et empocher / Infiltrés
- États-Unis /  Canada : 15 février 2011 sur CBS / Global
- France : 12 novembre 2011 sur M6
- Québec : 15 avril 2012 sur V

- États-Unis : 16,8 millions de téléspectateurs[37]
- Canada : 1,783 million de téléspectateurs[38]
- France : 3,42 millions de téléspectateurs

- Sophina Brown (Jennifer Grear)
- Ed Quinn (Steve Brenner/Justin Marchetti)
- Connor Trinneer (Boyle, agent du NCIS)
- Johnny Sneed (Directeur)
- Desiree Hall (Docteur Delia Richards)
- Mitch Liongly (Paul Beane)
- Lewis Tan (Yakuza)
- Melissa Anne Young (Serveuse)
- Ted Wallof (Smith, motard de la police de Los Angeles)
- Jeronimo Spinx (Thompson, agent du NCIS)

### Épisode 17:Insaisissable / Une cible facile
- États-Unis /  Canada : 22 février 2011 sur CBS / Global
- France : 19 novembre 2011 sur M6
- Québec : 22 avril 2012 sur V

- États-Unis : 18,69 millions de téléspectateurs[39]
- Canada : 1,983 million de téléspectateurs[40]
- France : 3,31 millions de téléspectateurs

- Brad Beyer (Jeff Versey, détective du LAPD)
- Justin Huen (Santo Perez)
- Vasili Bogazianos (Propriétaire du magasin (Frank))
- Sarayu Rao (Docteur Susan DePaul)
- Pascal Petardi (Vakar)
- Nina Fehren (Deborah Austley, infirmière)
- Sabrina Perez (Katrina Hobbs)

- Liane Balaban (Emma Mastin) apparait en photo.
- Cet épisode à lien avec le deuxième épisode de la saison 2.

### Épisode 18:La Voie des armes / Zone de combat
- États-Unis /  Canada : 1er mars 2011 sur CBS / Global
- France : 26 novembre 2011 sur M6
- Québec : 29 avril 2012 sur V

- États-Unis : 15,67 millions de téléspectateurs[41]
- Canada : 1,856 million de téléspectateurs[42]
- France : 3,06 millions de téléspectateurs

- Peter Cambor (Nate Getz, psychologue opérationnel)
- Hakeem Kae-Kazim (Abdul Habaza)
- Jim Hanna (Propriétaire du motel)
- Said Faraj (Directeur de l'hôtel)
- Joaquin Mas (Amir)
- Sam Younis (Le père d'Amir)

### Épisode 19:Le Rasoir d'Ockham
- États-Unis /  Canada : 22 mars 2011 sur CBS / Global
- France : 3 décembre 2011 sur M6
- Québec : 3 mai 2012 sur V

- États-Unis : 16,56 millions de téléspectateurs[43]
- Canada : 1,82 million de téléspectateurs[44]
- France : 2,9 millions de téléspectateurs

- Joshua Bitton (Daniel Chambers, lieutenant commandant de la Navy)
- Myndy Crist (Emily Chambers)
- Eduardo Yáñez (Antonio Medina)
- Tayler Sheridan (Jennings, capitaine de la Navy)
- Piper MacKenzie Harris (Allie Chambers)
- Joe Orrego (Juan Munoz)
- Marcos de Silvas (Martinez)
- Marta McGonagle (Maria Rivero)
- Valerie Rose Curiel (Rosa Munoz)
- Alejandro Patino (Saisonnier)
- Marlon Correa (Sal)

### Épisode 20:Les Risques du métier
- États-Unis /  Canada : 29 mars 2011 sur CBS / Global
- France : 10 décembre 2011 sur M6
- Québec : 10 mai 2012 sur V

- États-Unis : 15,34 millions de téléspectateurs[45]
- Canada : 1,73 million de téléspectateurs[46]
- France : 3,11 millions de téléspectateurs

- Victor Webster (Stanley King)
- Amy Sloan (Patricia Dunn)
- Kyle Davis (Bobby Asher)
- Gene Gabriel (Michael Connor)
- Michelle Hines (Experte médico-légal)
- Haran Jackson (Marine Guard)

### Épisode 21:Rocket Man
- États-Unis /  Canada : 12 avril 2011 sur CBS / Global
- France : 17 décembre 2011 sur M6
- Québec : 17 mai 2012 sur V

- États-Unis : 15,46 millions de téléspectateurs[47]
- Canada : 2,186 millions de téléspectateurs[48]
- France : 3,27 millions de téléspectateurs

- Harry Van Gorkum (Harlan Holt)
- Wynn Everett (Ariel Drewett)
- Gideon Emery (Jeff Kinto)
- Danny Jacobs (Colin Benson)
- Terrence Stone (Ollie Drewett)
- Tom Ohmer (Curtis Roby)
- Austin Priester (Technicien)
- David Haley (Chef de police)
- Jeremy Denzlinger (Policier de garde)

### Épisode 22:Plan B
- États-Unis /  Canada : 3 mai 2011 sur CBS / Global
- France : 7 janvier 2012 sur M6
- Québec : 24 mai 2012 sur V

- États-Unis : 14,16 millions de téléspectateurs[49]
- Canada : 1,693 million de téléspectateurs[50]
- France : 3,46 millions de téléspectateurs[51]

- Channon Roe (Ray Martindale)
- Evan Parke (Nelson Sanders)
- Erin Foster (Nicole Martindale)
- Joe Egender (Joey)
- Cathy Lind Hayes (Juge)
- Mo Gallini (Patron)
- Shannon Collis (Jenna)
- Rebeka Montoya (Hôtesse)
- Ron Roggé (Barman)
- Ina Barron (Portière séduisante)
- David Mate (policier du LAPD)

### Épisode 23:L'Opération Comescu(1/2) /Imposteurs
- États-Unis /  Canada : 10 mai 2011 sur CBS / Global
- France : 14 janvier 2012 sur M6
- Québec : 31 mai 2012 sur V

- États-Unis : 14,74 millions de téléspectateurs[52]
- Canada : 1,764 million de téléspectateurs[53]
- France : 3,8 millions de téléspectateurs

- Claire Forlani (Lauren Hunter, agent du NCIS)
- Blake Gibbons (Fallon)
- Kristen Hager (Star)
- Dean Chekvala (Ryan Long)
- Jake Richardson (Drew Stetson)
- Charlene Amoia (Michelle Ardell)
- Collins Pennie (Mark)
- Bruno Verdoni (Shepherd)
- Max Bunzel (Steven Koster)
- Neil Barton (Videur)

- Suite de l'épisode 12 Overwatch.
- Le directeur du NCIS, Leon Vance est mentionné dans cet épisode.

### Épisode 24:L'Opération Comescu(2/2) /Opération Comescu
- États-Unis /  Canada : 17 mai 2011 sur CBS / Global
- France : 21 janvier 2012 sur M6
- Québec : 7 juin 2012 sur V

- États-Unis : 15,61 millions de téléspectateurs[54]
- Canada : 2,23 millions de téléspectateurs[55]
- France : 3,51 millions de téléspectateurs[56]

- Rocky Carroll (Leon Vance, directeur du NCIS)
- Claire Forlani (Lauren Hunter)
- Cristine Rose (Alexa Comescu)
- Robin Atkin Downes (Vieil homme)
- Jilan Ghai (Luca)
- Adam Tsekhman (Grigore Comescu)
- Michael G. Welch (Bernie Fischer)
- James Ryen (L'homme en costume)
- Rob Locke (L'homme grand)
- Angelina Lumir (La prostituée de Luca)
- Dylan Boyack (L'enfant)
- Craig Robert Young (Dracul Comescu)
- Hans Schoeber (Vieillard)

## Cotes d'écoute au Canada anglophone

### Portrait global
- La moyenne de cette saison est d'environ 1,86 million de téléspectateurs[Note 1].

### Données détaillées
| Numéro épisode | Titre original   | Diffuseur | Date de diffusion originale (2010-2011) | Heure         | Cotes d'écoute (en téléspectateurs) | Classement soirée | Classement semaine |
| -------------- | ---------------- | --------- | --------------------------------------- | ------------- | ----------------------------------- | ----------------- | ------------------ |
| 1              | Human Traffic    | Global    | Mardi 21 septembre 2010                 | 21h00 HE / HP | 1 708 000                           | 3                 | 18                 |
| 2              | Black Widow      | Global    | Mardi 21 septembre 2010                 | 22h00 HE / HP | 1 373 000                           | 4                 | 25                 |
| 3              | Borderline       | Global    | Mardi 28 septembre 2010                 | 21h00 HE / HP | 1 941 000                           | 4                 | 15                 |
| 4              | Special Delivery | Global    | Mardi 5 octobre 2010                    | 21h00 HE / HP | 1 867 000                           | 3                 | 12                 |
| 5              | Little Angels    | Global    | Mardi 12 octobre 2010                   | 21h00 HE / HP | 1 925 000                           | 2                 | 13                 |
| 6              | Standoff         | Global    | Mardi 19 octobre 2010                   | 21h00 HE / HP | 1 931 000                           | 2                 | 10                 |
| 7              | Anonymous        | Global    | Mardi 26 octobre 2010                   | 21h00 HE / HP | 1 892 000                           | 2                 | 12                 |
| 8              | Bounty           | Global    | Mardi 9 novembre 2010                   | 21h00 HE / HP | 1 825 000                           | 2                 | 14                 |
| 9              | Absolution       | Global    | Mardi 16 novembre 2010                  | 21h00 HE / HP | 1 870 000                           | 3                 | 14                 |
| 10             | Delivrance       | Global    | Mardi 23 novembre 2010                  | 21h00 HE / HP | 1 906 000                           | 3                 | 10                 |
| 11             | Disorder         | Global    | Mardi 14 décembre 2010                  | 21h00 HE / HP | 1 728 000                           | 1                 | 8                  |
| 12             | Overwatch        | Global    | Mardi 11 janvier 2011                   | 21h00 HE / HP | 1 929 000                           | 2                 | 9                  |
| 13             | Archangel        | Global    | Mardi 18 janvier 2011                   | 21h00 HE / HP | 1 989 000                           | 2                 | 11                 |
| 14             | Lockup           | Global    | Mardi 1er février 2011                  | 21h00 HE / HP | 1 817 000                           | 3                 | 15                 |
| 15             | Tin Soldiers     | Global    | Mardi 8 février 2011                    | 21h00 HE / HP | 1 900 000                           | 2                 | 12                 |
| 16             | Empty Quiver     | Global    | Mardi 15 février 2011                   | 21h00 HE / HP | 1 783 000                           | 2                 | 16                 |
| 17             | Personal         | Global    | Mardi 22 février 2011                   | 21h00 HE / HP | 1 983 000                           | 1                 | 10                 |
| 18             | Harm’s Way       | Global    | Mardi 1er mars 2011                     | 21h00 HE / HP | 1 856 000                           | 3                 | 10                 |
| 19             | Enemy Within     | Global    | Mardi 22 mars 2011                      | 21h00 HE / HP | 1 820 000                           | 2                 | 11                 |
| 20             | The Job          | Global    | Mardi 29 mars 2011                      | 21h00 HE / HP | 1 730 000                           | 2                 | 13                 |
| 21             | Rocket Man       | Global    | Mardi 12 avril 2011                     | 21h00 HE / HP | 2 186 000                           | 1                 | 6                  |
| 22             | Plan B           | Global    | Mardi 3 mai 2011                        | 21h00 HE / HP | 1 693 000                           | 2                 | 12                 |
| 23             | Imposters        | Global    | Mardi 10 mai 2011                       | 21h00 HE / HP | 1 764 000                           | 4                 | 18                 |
| 24             | Familia          | Global    | Mardi 17 mai 2011                       | 21h00 HE / HP | 2 230 000                           | 1                 | 6                  |